# Couples Therapy
Couples Therapy es el segundo EP de la banda de pop punk Modern Baseball.

## Antecedentes
Tras el lanzamiento de The Nameless Ranger en 2011, Modern Baseball se contactó con Lame-O Records quien se encargó de la distribución de su primer EP. Luego de un año de lanzar su primer EP, la banda graba Couples Therapy que es un EP compartido junto con la banda Emo Marietta que también proviene de Pensilvania. La grabación al igual que su primer EP se realizó en las instalaciones de la universidad de Drexler. La mezcla y grabación fueron hechas por las bandas con colaboración de Eric Muth. La cubierta del álbum fue hecha por Rory Wolf-Bielawa. El EP fue publicado el 10 de mayo de 2012 a través de Lame-O Records.

## Lista de canciones
| N.º   | Título                           | Duración |  |
| 1.    | «Yeah Yeah Utah (Marietta)»      | 2:51     |  |
| 2.    | «Green Call Her Sims (Marietta)» | 2:45     |  |
| 3.    | «Hope»                           | 3:52     |  |
| 4.    | «It's Cold Out Here»             | 2:56     |  |
| 12:26 |                                  |          |  |

## Personal
Marietta
- Ben Johnson - Bajo
- Evan Lescallette - Guitarra/Voz
- Andrew Weigel - batería
- Ethan Willard - Guitarra/Voz

Modern Baseball
- Brendan Lukens - Voz, Guitarra rítmica
- Jake Ewald - Guitarra líder, Voz
- Ian Farmer - Bajo , Voz
- Sean Huber - Batería, Voz

Otros
- Eric Muth - Producción, Mezcla
- Rory Wolf-Bielawa - Cubierta